# ICS International

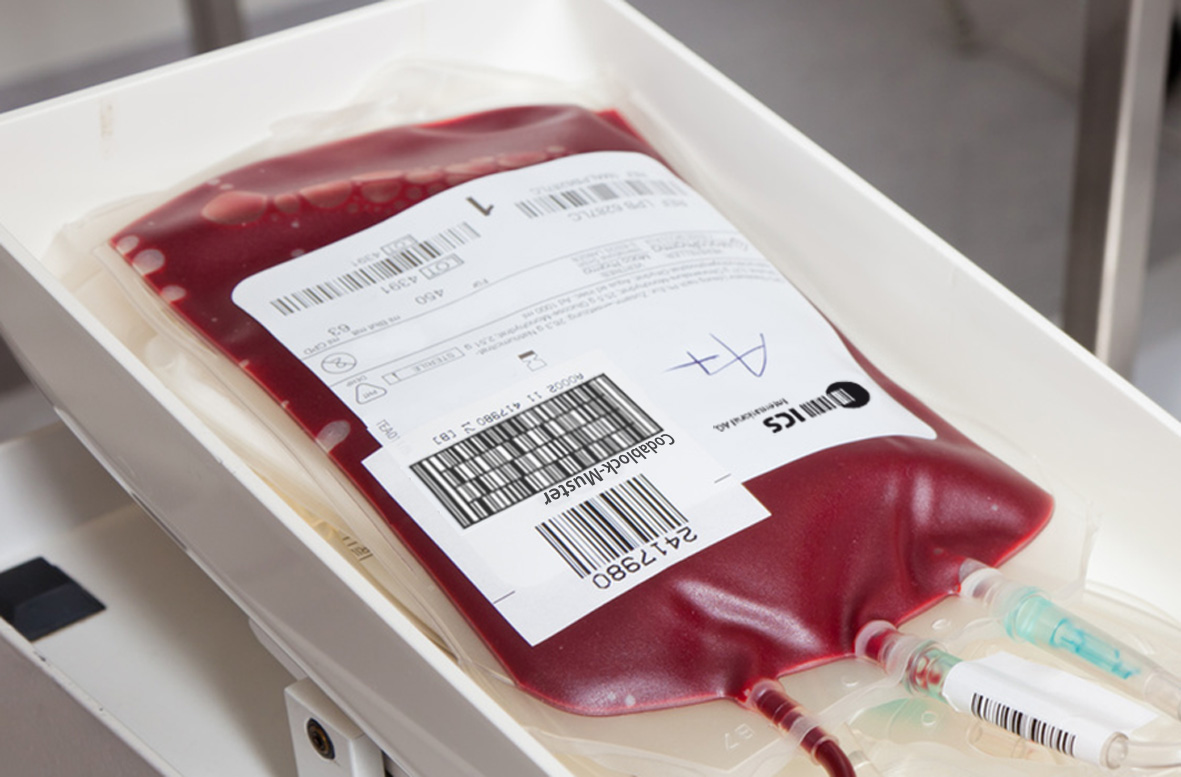
ICS Codablock zur Blutbeutelkennzeichnung (Muster)

Die ICS International GmbH Identcode-Systeme (ICS) mit Sitz in Kelsterbach ist ein deutscher Anbieter von IT und Produktkennzeichnung sowie Managed Services für Geschäftsprozesse. Eingesetzt werden diese in Produktion, Lager, Qualitätssicherung und Außendienst.

## Geschichte
Das Unternehmen wurde im Jahr 1986 als ICS Identcode Systeme Deutschland GmbH in Neu-Anspach gegründet. Von 1990 bis 2017 trug ICS die Rechtsform einer Aktiengesellschaft unter der Firmierung ICS International AG Identcode-Systeme.
Anfänglich vertrieb ICS Etikettendrucker, insbesondere als deutscher Händler von Zebra Technologies, einem Hersteller von Thermotransferdrucksystemen. Hinzu kamen Auto-ID-Systeme und eigene Software-Programmierung.
Ab 1989 entwickelte ICS in Zusammenarbeit mit Harald Oehlmann mit Codablock einen 2D-Code.
1996 führte ICS eine eigene Lagerverwaltungssoftware am Markt ein. Seit 2007 entwickelt das Unternehmen neben Intralogistik-Applikationen auch Systeme zur digitalen Auftragsabwicklung im Außendienst und Service-Dienstleistungen.
Seit 2016 entwickelt ICS hierfür Software für humanoide Roboter, wie Pepper, der bei Betreuungs- und Beratungsfunktionen im Handel und Eventbereich unterstützt.

## Unternehmensstruktur
ICS International ist in die Geschäftsbereiche IT-Logistiklösungen und Handel, Kennzeichnungssysteme, Service sowie Managed Services gegliedert.
Neben dem Firmensitz in Kelsterbach unterhält das Unternehmen mit der Tochtergesellschaft Profilabel GmbH & Co. KG eine Etikettenproduktion in Wiehl sowie mit der ABM-SOFT Hard + Software GmbH eine auf Außendienstabläufe spezialisierte Softwareentwicklung in Heilbronn. Des Weiteren werden mit den Töchtern ServIT Remote Solutions GmbH in Berlin und ISR International Services & Repair GmbH in Kelsterbach ein Service-Desk sowie ein Repair Center betrieben.

## Produkte (Auswahl)
- Barcode- und RFID-Technologien
- Beleglose Kommissionierung mit Pick-by-Voice
- Staplerortung und Staplerleitsysteme
- Lagerverwaltungssoftware
- Datenfunk / WLAN-Architekturen
- Scannersysteme, mobile Handterminals und Tablet-Computer
- Etikettendrucker, Etikettierer, Markiersysteme
- Etiketten aus eigener Herstellung
- Außendienst-Automation, Telematik und E-Mobility
- Robotik & Robotertechnik
- Mobile-Device-Management und IT-Service Management
- Repair Service und Service-Desk
- Internationaler Field Service